# چاباسابادی
چاباسابادی (به مجاری:  Csabaszabadi) یک منطقهٔ مسکونی در مجارستان است که در ناحیه بِکِش‌چابا واقع شده‌است. چاباسابادی ۳۲٫۷۱ کیلومتر مربع مساحت و ۳۸۰ نفر جمعیت دارد.